# Christofer Jurado
Christofer Robín Jurado López (Panamá, 27 de octubre de 1995) es un ciclista panameño miembro del equipo Panamá es Cultura y Valores.
Destacó en el campo amateur consiguiendo victorias como la general y una etapa de la Vuelta a Cantabria o una etapa de la Vuelta a Lérida.

## Palmarés
| 2015 (como amateur) - 1 etapa de la Vuelta a Chiriquí 2016 (como amateur) - 1 etapa de la Vuelta a Panamá 2017 (como amateur) - 1 etapa de la Vuelta a Lérida - 3.º en el Campeonato de Panamá Contrarreloj - Campeonato de Panamá en Ruta - Vuelta a Cantabria, más 1 etapa 2018 - Campeonato de Panamá en Ruta - 2.º en los Juegos Centroamericanos y del Caribe en Ruta - 1 etapa de la Vuelta a Chiriquí 2019 - 1 etapa de la Vuelta Independencia Nacional - 2.º en el Campeonato Centroamericano Contrarreloj - Campeonato de Panamá Contrarreloj - 2.º en el Campeonato de Panamá en Ruta - 1 etapa de la Vuelta a Panamá 2020 - Campeonato de Panamá Contrarreloj - Campeonato de Panamá en Ruta - 2 etapas de la Vuelta a Guatemala - Campeonato Centroamericano Contrarreloj - Vuelta a Chiriquí, más 2 etapas | 2021 - Campeonato de Panamá Contrarreloj - 2.º en el Campeonato de Panamá en Ruta - Gran Premio Germenica - 1 etapa de la Vuelta a Panamá - 2.º en el Campeonato Centroamericano Contrarreloj - Campeonato Centroamericano en Ruta 2022 - 2.º en el Campeonato de Panamá Contrarreloj - 3.º en los Juegos Bolivarianos Contrarreloj - 3.º en el Campeonato Centroamericano Contrarreloj 2023 - Campeonato Centroamericano Contrarreloj - Campeonato Centroamericano en Ruta 2024 - 2.º en el Campeonato de Panamá Contrarreloj - 3.º en el Campeonato de Panamá en Ruta |

## Resultados en Grandes Vueltas y Campeonatos del Mundo
| Carrera         | Carrera         | 2018 | 2019 | 2020 | 2021 | 2022 | 2023 |
| --------------- | --------------- | ---- | ---- | ---- | ---- | ---- | ---- |
|                 | Giro de Italia  | —    | —    | —    | —    | —    | —    |
|                 | Tour de Francia | —    | —    | —    | —    | —    | —    |
|                 | Vuelta a España | —    | —    | —    | —    | —    | —    |
| Mundial en Ruta | Mundial en Ruta | —    | —    | —    | —    | Ab.  | —    |

—: no participa

Ab.: abandono